# Born to Die Tour
Born to Die Tour es la primera gira mundial de la artista estadounidense Lana Del Rey para promocionar su segundo álbum de estudio Born to Die.

## Actos de apertura
- Zenbra Kats (7 de junio de 2012 hasta 10 de junio de 2012)[1]
- Oliver Tank (23 de julio de 2012 hasta 27 de julio de 2012)[2]

## Lista de canciones
| Gira Promocional en 2011 |
| --- |
| 1. "Born to Die" 2. "Video Games" 3. "Without You" 4. "Blue Jeans" 5. "Million Dollar Man" 6. "Summertime Sadness" 7. "Radio" 8. "You Can Be The Boss" 9. "Off to the Races" 10. "Diet Mountain Dew" (presentada el 30 de noviembre de 2011 y el 7 de diciembre de 2011) 11. "Kinda Outta Luck" (un fragmento fue cantado en acapella el 12 y el 17 de noviembre de 2011) |

| Gira en 2012 |
| --- |
| 1. "Without You" 2. "Blue Jeans" 3. "Body Electric" estreno musical 4. "Born to Die" 5. "Carmen" (En diversas presentaciones esta canción se reemplazaba por "Radio") 6. "Lolita" (eliminada del repertorio el 17 de junio) 7. "Million Dollar Man" 8. "Heart-Shaped Box" (cover de Nirvana presentado el 28 de julio) 9. "Summertime Sadness" 10. "Video Games" 11. "National Anthem" |

| Lista renovada |
| --- |
| 1. "Blue Jeans" 2. "Body Electric" estreno musical 3. "Born to Die" 4. "Summertime Sadness" 5. "Million Dollar Man" 6. "Video Games" 7. "Carmen" (En diversas presentaciones esta canción se reemplazaba por "Radio") 8. "Without You" 9. "National Anthem" |

## Fechas
| Fecha                    | Ciudad          | País           | Lugar                                    |
| ------------------------ | --------------- | -------------- | ---------------------------------------- |
| Norteamérica             |                 |                |                                          |
| 14 de septiembre de 2011 | Nueva York      | Estados Unidos | Glasslands Gallery                       |
| 14 de octubre de 2011    | Nueva York      | Estados Unidos | Highline Ballroom                        |
| Europa                   |                 |                |                                          |
| 4 de noviembre de 2011   | Manchester      | Inglaterra     | The Ruby Lounge                          |
| 5 de noviembre de 2011   | Glasgow         | Escocia        | Òran Mór                                 |
| 7 de noviembre de 2011   | París           | Francia        | Nouveau Casino                           |
| 10 de noviembre de 2011  | Ámsterdam       | Países Bajos   | Paradiso Kleine Zaal                     |
| 12 de noviembre de 2011  | Colonia         | Alemania       | Gebäude 9                                |
| 14 de noviembre de 2011  | Berlín          | Alemania       | Volksbühne                               |
| 16 de noviembre de 2011  | Londres         | Inglaterra     | Scala                                    |
| 17 de noviembre de 2011  | Birmingham      | Inglaterra     | HMV Institute, Digbeth - The Library     |
| 23 de noviembre de 2011  | París           | Francia        | L'Album de la Semaine                    |
| Norteamérica             |                 |                |                                          |
| 30 de noviembre de 2011  | Toronto         | Canadá         | The Mod Club                             |
| 5 de noviembre de 2011   | Nueva York      | Estados Unidos | The Bowery Ballroom                      |
| 7 de diciembre de 2011   | West Hollywood  | Estados Unidos | Troubadour                               |
| 7 de febrero de 2012     | Los Ángeles     | Estados Unidos | Amoeba Music                             |
| 9 de febrero de 2012     | San Francisco   | Estados Unidos | Amoeba Music                             |
| 10 de marzo de 2012      | Seattle         | Estados Unidos | Easy Street Records, Queen Anne Location |
| Europa                   |                 | Estados Unidos |                                          |
| 10 de abril de 2012      | Londres         | Inglaterra     | Jazz Cafe                                |
| Norteamérica             |                 |                |                                          |
| 3 de junio de 2012       | Los Ángeles     | Estados Unidos | El Rey Theatre                           |
| 4 de junio de 2012       | Los Ángeles     | Estados Unidos | El Rey Theatre                           |
| 5 de junio de 2012       | Los Ángeles     | Estados Unidos | El Rey Theatre                           |
| 7 de junio de 2012       | Nueva York      | Estados Unidos | Irving Plaza                             |
| 8 de junio de 2012       | Nueva York      | Estados Unidos | Irving Plaza                             |
| 10 de junio de 2012      | Nueva York      | Estados Unidos | Irving Plaza                             |
| Europa                   |                 |                |                                          |
| 15 de junio de 2012      | Barcelona       | España         | Sónar Festival Barcelona                 |
| 17 de junio de 2012      | Londres         | Reino Unido    | Lovebox Festival                         |
| 22 de junio de 2012      | Isla de Wight   | Reino Unido    | Isle of Wight Festival                   |
| 24 de junio de 2012      | Londres         | Reino Unido    | Radio 1's Hackney Weekend                |
| 27 de junio de 2012      | Tromøy          | Noruega        | Hove Festival                            |
| 29 de junio de 2012      | Werchter        | Bélgica        | Rock Werchter Festival                   |
| 1 de julio de 2012       | Belfort         | Francia        | Eurockéennes                             |
| 4 de julio de 2012       | Montreux        | Suiza          | Montreux Jazz Festival                   |
| 5 de julio de 2012       | Londres         | Inglaterra     | Chiswick House Festival                  |
| 6 de julio de 2012       | Sesimbra        | Portugal       | Super Bock Super Rock                    |
| 13 de julio de 2012      | Suffolk         | Inglaterra     | Latitude Festival, Southwold             |
| 15 de julio de 2012      | Gräfenhainichen | Alemania       | Melt! Festival                           |
| Australia                |                 |                |                                          |
| 21 de julio de 2012      | Adelaida        | Australia      | Spin Off Festival                        |
| 23 de julio de 2012      | Melbourne       | Australia      | Palace Theatre                           |
| 24 de julio de 2012      | Melbourne       | Australia      | Palace Theatre                           |
| 26 de julio de 2012      | Sídney          | Australia      | Enmore Theatre                           |
| 27 de julio de 2012      | Sídney          | Australia      | Enmore Theatre                           |
| 28 de julio de 2012      | Byron Bay       | Australia      | Splendour in the Grass                   |